# Zacualpan, Jocotitlán
Zacualpan är en ort i Mexiko, tillhörande kommunen Jocotitlán i den nordvästra delen av delstaten Mexiko. Orten hade 243 invånare vid folkräkningen 2010.